# Radio (Rammstein)
Radio è un singolo del gruppo musicale tedesco Rammstein, pubblicato il 26 aprile 2019 come secondo estratto dal settimo album in studio Rammstein.

## Tracce
Testi e musiche di Rammstein.
1. Radio – 4:37
2. Radio (Remix by twocolors) – 5:00

## Formazione
Gruppo
- Till Lindemann – voce
- Richard Z. Kruspe – chitarra
- Paul Landers – chitarra
- Oliver Riedel – basso
- Doktor Christian Lorenz – tastiera
- Christoph Doom Schneider – batteria

Produzione
- Olsen Involtini – produzione, registrazione, missaggio
- Rammstein – produzione
- Tom Dalgety – produzione e ingegneria del suono aggiuntive, registrazione
- Florian Ammon – ingegneria e montaggio Pro Tools e Logic
- Sky Van Hoff – registrazione chitarra, produzione aggiuntiva chitarra
- Svante Forsbäck – mastering

## Classifiche
| Classifica (2019)                | Posizione massima |
| -------------------------------- | ----------------- |
| Austria                          | 13                |
| Belgio (Fiandre)                 | 77                |
| Germania                         | 4                 |
| Stati Uniti (rock & alternative) | 27                |
| Svezia                           | 100               |
| Svizzera                         | 17                |
| Ungheria (download)              | 4                 |

## Cover
Nel 2023 i Julien-K hanno realizzato una propria versione del brano per l'album tributo A Tribute to Rammstein.